# EDCG Camboriú (L-12)
O EDCG Camboriú (L-12) é uma Embarcação de Desembarque de Carga Geral (EDCG). É também o primeiro navio com esse nome da marinha brasileira. Ele faz parte da classe Guarapari. Foi lançado em 27 de março de 1978 e comissionado em 6 de janeiro de 1981.

## Características gerais
O Camboriú foi construído pelo Arsenal de Marinha do Rio de Janeiro em 1978 sendo integrado a marinha em 1981. Quando concluído, o Camboriú possuía 41 metros de comprimento, oito metros de boca e dois metros de calado. Ele é capaz de deslocar 190 toneladas quando carregado normalmente e 380 quando totalmente carregado. Sua propulsão é fornecida por dois motores a diesel da General Motors que geram 874 cavalos de força. Sua energia advém de um gerador a diesel de sessenta quilowatts. Todo esse aparato o permite atingir uma velocidade máxima de onze nós (vinte quilômetros por hora) e com uma autonomia de 1 200 milhas náuticas a oito nós (2 222 quilômetros a quatorze quilômetros por hora). Já o seu equipamento consiste em três metralhadoras Browing de doze milímetros, um radar de navegação do tipo Decca e um rádio.
Em termos de capacidade, o Camboriú é capaz de carregar 172 toneladas em uma área de trinta por cinco metros, além de uma tripulação de quatorze pessoas (1 oficial, 1 suboficial e 12 praças) ele também é capaz de transportar, se necessário, 120 fuzileiros navais.